# Aéroport d'Abau
L'Aéroport d'Abau (code IATA : ABW) est un aéroport desservant la ville d'Abau, en Papouasie-Nouvelle-Guinée.